# دختر نابینا
دختر نابینا (۱۸۵۶) تابلویی از جان اورت میلی است که دو گدای دوره‌گرد را به تصویر می‌کشد که گمان می‌رود خواهر باشند، یکی از آنها یک نوازنده نابینا است و کنسرتینای او روی دامن اوست. آنها پس از طوفان باران در کنار جاده استراحت می کنند، قبل از سفر به شهر وینچلسی، که در پس زمینه قابل مشاهده است.
این نقاشی به عنوان تمثیلی از حواس تعبیر شده است که در تضاد با تجربیات خواهران نابینا و بینا است. اولی گرمای خورشید را روی صورتش احساس می‌کند و تیغه‌ای از علف را نوازش می‌کند، در حالی که دومی چشمانش را از آفتاب یا باران محافظت می‌کند و به رنگین کمانی دوتایی نگاه می‌کند که تازه ظاهر شده است. برخی از منتقدان رنگین کمان را به عنوان نشانه عهد خدا در پیدایش ۹:۱۶ تفسیر کرده اند.
هنگامی که این نقاشی برای اولین بار در سال ۱۸۵۶ به نمایش گذاشته شد، به میله اشاره شد که در رنگین کمان های دوتایی، رنگین کمان ثانویه ترتیب رنگ ها را معکوس می کند.  میله در ابتدا رنگ‌ها را به یک ترتیب در هر دو رنگین کمان نقاشی کرده بود. او آن را برای دقت علمی تغییر داد.
یک پروانه بال‌لاک‌پشتی کوچک بر روی شال دختر نابینا قرار گرفته است که به این معنی است که او به شدت خود را ثابت نگه داشته است. علامتی که دور گردن او نوشته شده است "به نابینایان رحم کنید".